# قائمة مجازر حرب البوسنة والهرسك
فيما يلي قائمة بالمجازر التي حدثت خلال حرب البوسنة والهرسك.

## الحوادث
| الاسم                                            | التاريخ                   | الموقع                                                                  | الوفيات | الوصف |
| ------------------------------------------------ | ------------------------- | ----------------------------------------------------------------------- | --- | --- |
| مذبحة سييكوفاتش                                  | مارس 1992                 | سييكوفاتش, قرب برود                                                     | اشتبكت وحدات عسكرية بوسنية وكرواتية مع جنود صرب البوسنة والهرسك وقتلت مدنيين. أبلغت جمهورية صرب البوسنة عن مقتل 47 شخص ولكن تم العثور على 59 جثة فيما بعد من بينهم 18 طفل جميعهم من أصل صربي. ذكرت منظمة هلسنكي ووتش أن 20 قتلوا في مارس 1992 بينما قُتلت جثث أخرى في وقت لاحق في الحرب. لم تتمكن منظمة هلسنكي ووتش من التحقق من الخسائر المدنية في سييكوفاتش لأن عمليات القتل حدثت خلال حرب عسكرية بين الأطراف المتحاربة. جاءت ادعاءات المدنيين المقتولين في قضية سييكوفاتش من سلطات صرب البوسنة والهرسك في فترة ما بعد الحرب. | |
| مجزرة دوبوي                                      | أبريل – أكتوبر 1992       | بلدية دوبوي                                                             | 322 بوسني 86 كرواتي | القتل الجماعي والاضطهاد للبوشناق وكروات البوسنة والهرسك على يد قوات صرب البوسنة والهرسك. |
| التطهير العرقي في بوسانسكي شاماتش                | أبريل - نوفمبر 1992       | بلدية شاميتس                                                            | 16 | اضطهاد وقتل البوسنيين والكروات على يد جيش يوغوسلافيا الشعبي وقوات صرب البوسنة والهرسك في منطقة بوسانسكي شاماتش. |
| مذبحة بيلينا                                     | 1–2 أبريل 1992            | بيلينا                                                                  | 48–78 غير الصرب, أغلبهم البوشناق | ارتكبها نمور أركان تحت قيادة جيش يوغوسلافيا الشعبي الذي يسيطر عليه الصرب |
| عمليات القتل في حفرة كازاني                      | أبريل 1992 – أكتوبر 1993  | سراييفو                                                                 | 150–200 غالبيتهم من المدنيين الصرب | أثناء حصار سراييفو انخرطت قوات موشان توبالوفيتش (الملقب بكاكو) قائد لواء الجبل العاشر في جيش جمهورية البوسنة والهرسك في حملة قتل جماعي استهدفت أساسا صرب سراييفو الذين يعيشون في المناطق التي يسيطر عليها البوشناق. |
| التطهير العرقي في بلدة فوتشا                     | 7 أبريل 1992 – يناير 1994 | فوتشا                                                                   | 2,704 | قتل الآلاف من المدنيين البوسنيين على أيدي الجيش والشرطة والقوات شبه العسكرية الصربية. في حكم صدر عام 1997 ضد نوفيسلاف شاييتش قضت محكمة الاستئناف البافارية بأن عمليات القتل التي تورط فيها في يونيو 1992 كانت أعمال إبادة جماعية. |
| مذبحة فيدوفيتسي                                  | 29 أبريل 1992             | فيدوفيتسي, قرب أوراسيي                                                  | 7 | قوات صرب البوسنة والهرسك تقتل 7 من كروات البوسنة والهرسك. |
| مذبحة جسر برتشكو                                 | 30 أبريل 1992             | برتشكو                                                                  | ق.100 | قُتل مدنيون أثناء عبور الجسر فوق نهر سافا من سونيا بكرواتيا إلى برتشكو. وقد نسف الجسر عمدا بينما كان المدنيون يعبرون من قبل جنود مجهولين من صرب البوسنة والهرسك. وقيل إن الضحايا كانوا من جنسيات مختلفة. تزعم بعض المصادر أن الجناة ربما كانوا أعضاء في القوات شبه العسكرية للعقبان البيضاء ونمور أركان. |
| مذابح برتشكو                                     | مايو – يوليو 1992         | برتشكو                                                                  | 500 | القتل الجماعي والاضطهاد للبوشناق وكروات البوسنة والهرسك على يد قوات صرب البوسنة والهرسك في منطقة برتشكو. تم اعتقال وقتل معظم الضحايا في معسكر لوكا. |
| مذبحة لانيشتا وأوليتش                            | 8 مايو 1992               | لانيشتا وأوليتشي, قرب برتشكو                                            | 32 | القوات الصربية قتلت 32 من كروات البوسنة والهرسك. |
| مذبحة دونيا فريلا                                | 11–14 مايو 1992           | دونيا فريلا, قرب برود                                                   | 15 | القوات الصربية تقتل 15 مدنيا من كروات البوسنة والهرسك. |
| حادث قافلة جيش يوغوسلافيا الشعبي في توزلا (1992) | 15 مايو 1992              | توزلا                                                                   | 92 | القوات البوسنية تهاجم رتل لجنود جيش يوغوسلافيا الشعبي المنسحب بشكل سلمي من توزلا. |
| مجزرة زاكلوباتشا                                 | 16 مايو 1992              | زاكلوباتشا,قرب ميليتشي                                                  | 63 - 83 | البوشناق قتلوا على يد قوات صرب البوسنة والهرسك. |
| مجزرة نوفا كسابا                                 | 17 مايو 1992              | نوفا كاسابا                                                             | 29 | قتلت القوات الصربية البوسنية 29 رجل وصبي من البوشناق. |
| مذبحة برادينا                                    | 25–27 مايو 1992           | برادينا                                                                 | 48 | قتلت القوات البوسنية والكرواتية 48 مدنيا صربيا خلال هجوم على قرية برادينا الصربية. |
| مذبحة سيميرنو                                    | 10 يونيو 1992             | سيميرنو, إيلياش                                                         | 29–32 | جيش جمهورية البوسنة والهرسك يقتل 21 من جنود جيش جمهورية صرب البوسنة الأسرى و9 مدنيين صرب. |
| تطهير برييدور العرقي                             | 1992–1995                 | برييدور                                                                 | 3176 منهم 102 طفل. | الحملة السياسية والعسكرية لصرب البوسنة والهرسك للتطهير العرقي في منطقة برييدور بما في ذلك مذابح للمدنيين خلال الهجمات وقتل السجناء في معسكرات الاعتقال وغيرها من مرافق الاحتجاز. قُتل 3176 مدني غير صربي معظمهم من البوشناق (وكذلك الكروات وغيرهم). وكان من بين الضحايا 102 طفل و 256 امرأة. واحتُجز أكثر من 30000 من غير الصرب في واحد على الأقل من معسكرات الاعتقال في ترنوبولي وعمرسكا وكيراتيرم. أكبر مقبرة جماعية تم العثور عليها في شمال البوسنة والهرسك حتى الآن هي توماسيكا حيث تم دفن 360 جثة على الأقل من الضحايا المدنيين غير الصرب. |
| مجزرة زفورنيك                                    | 1992–1995                 | زفورنيك                                                                 | 700-900 | القتل الجماعي والعنف ضد البوشناق وغيرهم من المدنيين غير الصرب من قبل الجماعات الصربية شبه العسكرية. |
| مذبحة سناغوفو                                    | 29 أبريل 1992             | سناغوفو                                                                 | 36 | القوات الصربية تعتقل وتقتل 36 مدنيا من البوشناق كانوا يختبئون في الغابة. تم حرق الجثث في محاولة لإخفاء الجريمة. |
| مذابح فيسيغراد                                   | أبريل – أغسطس 1992        | فيزيغراد                                                                | 1000–3000 | قتلت القوات شبه العسكرية بقيادة جيش يوغوسلافيا الشعبي والصرب عدد لم يتم التحقق منه من المدنيين البوسنيين يُعتقد أنهم حوالي 3000. كما قتل موقع معسكر فيلينا فلاس للاغتصاب. حاليا موضوع محاولات التستر على الجرائم التي ارتكبت خلال الحرب من قبل حكومة جمهورية صرب البوسنة. |
| مجزرة كركفينا                                    | 6 مايو 1992               | كركفينا, قرب أودجاك                                                     | 16 | قوات صرب البوسنة والهرسك تقتل 16 بوسني وكرواتي. |
| مذبحة تيشينا                                     | 7 May 1992                | تيشينا ونوغو سيلو وتورسينوفاتش وغورني هاسي ودوني هاسي بالقرب من ساماتش. | 45 | قتلت قوات صرب البوسنة والهرسك 45 من كروات البوسنة والهرسك في أنحاء بلدية شاماتش. |
| مذبحة جلوجوفا                                    | 9 مايو 1992               | جلوجوفا                                                                 | 64 | القوات الصربية تقتل 64 مدنيا بوسنيا. |
| مذبحة بوسانسكا ياغودينا                          | 26 مايو 1992              | بوسانسكا ياغودينا                                                       | 17 | ارتكبها أفراد من الصرب شبه العسكريين من العقبان البيضاء. وكان الضحايا من البوشناق. |
| مذبحة بييلي بوتوك                                | 1 يونيو 1992              | بييلي بوتوك                                                             | 668 | قامت القوات الصربية بذبح 668 رجل وصبي بوسني مسلم في غضون أسبوع في بييلي بوتوك وأخفت جثثهم في مقابر جماعية في جميع أنحاء وادي درينا. |
| مذبحة أوزبورك                                    | 13 يونيو 1992             | مكب نفايات أوزبورك , موستار                                             | 114 | جيش يوغوسلافيا الشعبي والوحدات شبه العسكرية الصربية تقتل 114 مدني غير صربي (85 بوسني و 29 كرواتي) في مكب نفايات بالقرب من موستار. |
| مذبحة أهاتوفيتشي                                 | 14 يونيو 1992             | أهاتوفيتشي                                                              | 47 | قوات صرب البوسنة والهرسك تقتل 47 جندي بوسني أسير. |
| حريق شارع بيونيرسكا                              | 14 يونيو 1992             | فيزيغراد                                                                | 59 | ارتكبها أفراد من الصرب شبه العسكريين من العقبان البيضاء. وكان الضحايا من المدنيين البوسنيين. |
| مذبحة باكلينك                                    | 15 يونيو 1992             | روغاتيكا                                                                | 50 | ارتكبها أعضاء جيش جمهورية صرب البوسنة. |
| حريق بيكافاك                                     | 27 يونيو 1992             | بيكافاك قرب فيزيغراد                                                    | 60 | ارتكبها أفراد من الصرب شبه العسكريين من العقبان البيضاء. وكان الضحايا من المدنيين البوسنيين. |
| مذبحة غورني فيليشيتشي                            | 8 يوليو 1992              | غورني فيليشيتشي، سراييفو                                                | 6 | مسلحون مجهولون على الأرجح من البوشناق قتلوا عائلة صربية. |
| مذبحة بلياني                                     | 10 يوليو 1992             | بلياني, قرب كليوتش                                                      | 150 | مقتل مدنيين بوسنيين على يد قوات صرب البوسنة والهرسك. |
| مذبحة رتل بيتورنيكا                              | 7 يوليو 1992              | قرب مانجاكا                                                             | 26 | 26 سجين بوسني قتيل الذين كانوا يسافرون من بيتورنيكا (سانسكي موست) إلى معسكر مانجاكا على أيدي قوات صرب البوسنة والهرسك. السجناء إما اختنقوا بسبب الظروف أثناء النقل أو تم إعدامهم عندما قام قائد المعسكر بإبعاد السجناء المرضى والضعفاء. |
| مجزرة مستنقة                                     | 24 يوليو 1992             | مستنقة, قرب سانسكي موست                                                 | 13 | مقتل 13 من كروات البوسنة والهرسك على يد قوات صرب البوسنة والهرسك. |
| مذبحة زالوجي                                     | 12 يوليو 1992             | زالوجي                                                                  | 69 | استسلم 69 من جنود جيش جمهورية صرب البوسنة والمدنيين الصرب الذين قتلوا على أيدي جنود البوشناق التابعين لناصر أوريتش. |
| معسكر موسالا                                     | 15 يوليو 1992             | موسالا, صالة "ملادوست", قرب كونييتش                                     | 13 | مقتل 13 مدنيا صربيا في معتقلات الاعتقال برصاص جنود البوشناق. |
| مذبحة غورني سفيلاي                               | 16 يوليو                  | غورني سفيلاي, قرب أودجاك                                                | 7 | قتل صرب البوسنة والهرسك 7 مدنيين من كروات البوسنة والهرسك المسنين في كنيسة. |
| مذبحة ستارا رييكا                                | 24 يوليو 1992             | ستارا رييكا, قرب سانسكي موست                                            | 13 | قوات صرب البوسنة والهرسك تقتل 13 من كروات البوسنة والهرسك. |
| مذبحة باريمو                                     | 2 أغسطس 1992              | باريمو                                                                  | 26 | قوات صربية شبه عسكرية تقتل 26 بوسني. |
| مذبحة غريبنيكا                                   | 19 أغسطس 1992             | غريبنيكا, قرب شاماتش                                                    | 11 | القوات الصربية البوسنية تقتل 11 بوسني كرواتي تم أسرهم في شاماتش. |
| مذبحة كوكافيتسي                                  | 27 أغسطس 1992             | كوكافيتسي, قرب روغاتيكا                                                 | 21 | القوات البوسنية تقتل 21 من صرب البوسنة والهرسك. |
| مذبحة نوفوسوسي                                   | سبتمبر 1992               | نوفوسوسي                                                                | 45 | مقتل 45 مدنيا بوسنيا على يد قوات صرب البوسنة والهرسك. |
| مجزرة سرداري                                     | 17 سبتمبر 1992            | كوتور فاروش                                                             | 16 | مقتل 16 مدنيا صربيا في قرية سرداري على يد عناصر جيش جمهورية البوسنة والهرسك. |
| مذبحة سيفيرين                                    | 22 أكتوبر 1992            | فيزيغراد                                                                | 16 | اختطاف 16 مواطنا بوسنيا من صربيا من قرية سيفيرين من حافلة صربية في قرية ميوتشي الواقعة على الأراضي البوسنية. نُقل المختطفون إلى فندق فيلين فلاس في فيسيغراد حيث تعرضوا للتعذيب قبل نقلهم إلى نهر درينا وإعدامهم. |
| مذبحة غورنيا يوشانيكا                            | 19 ديسمبر 1992            | فوتشا                                                                   | 56 | قتل 56 مدنيا صربيا خلال هجوم شنه جيش جمهورية البوسنة والهرسك |
| معركة بوغوينو                                    | 1993–1994                 | بوغوينو                                                                 | 200 | المشروع الإجرامي المشترك لجيش جمهورية البوسنة والهرسك وقيادته السياسية في بوغوينو للتطهير العرقي للسكان الكروات في بوغوينو. |
| هجوم كرافيتشا (1993)                             | 7 يناير 1993              | كرافيتشا                                                                | 49 | هاجم جيش جمهورية البوسنة والهرسك كرافيتشا في عيد الميلاد الأرثوذكسي مما أسفر عن مقتل ما يصل إلى 49 جندي ومدني من صرب البوسنة والهرسك. وأصيب 80 آخرون ودمرت ممتلكات على نطاق واسع. |
| أعمال القتل في دوشا                              | 15 يناير 1993             | دوشا قرب غورني فاكوف                                                    | 10 | أسفر قصف مدفعي لمجلس الدفاع الكرواتي عن مقتل 10 من المدنيين البوسنيين. |
| مذبحة سكيلاني                                    | 16 يناير 1993             | سكيلاني قرب سربرنيتسا                                                   | 69 | جيش جمهورية البوسنة والهرسك يهاجم قرية سكيلاني مخلفا 68 قتيل من المدنيين الصرب. |
| مذبحة شتربتشي                                    | 27 فبراير 1993            | بريبوي                                                                  | 19 | مذبحة ل19 من غير الصرب (18 بوسنيا وواحد كرواتي) أخذوا من قطار بلغراد-بار في محطة شتربتشي بالقرب من فيزيغراد على الأراضي البوسنية. |
| قصف سريبرينيتشا (12 أبريل 1993)                  | 12 أبريل 1993             | سربرنيتسا                                                               | 56 | قذائف جيش جمهورية صرب البوسنة على سريبرينيتشا مما أدى إلى مقتل 56 شخص بينهم أطفال وإصابة 73 بجروح خطيرة. |
| مذبحة تروسينا                                    | 16 أبريل 1993             | تروسينا                                                                 | 22 | جيش جمهورية البوسنة والهرسك يقتل 22 بوسني كرواتي. |
| مذبحة أحميتشي                                    | 16 أبريل 1993             | أحميتشي                                                                 | 116 | كروات البوسنة والهرسك يقتلون 116 من المدنيين البوسنيين. |
| جرائم القتل في سوفيتشي ودولياني                  | 17 أبريل 1993             | سوفيتشي ودولياني                                                        | n/a | قتلت القوات الكرواتية البوسنية عددا من البوشناق في قريتي دولياني وسوفيتشي. |
| مذبحة زينيتسا                                    | 19 أبريل 1993             | زينيتسا                                                                 | 16 | أسفرت عدة قنابل يدوية من مواقع مجلس الدفاع الكرواتي الواقعة في قرية بوتيشيفو عن مقتل 16 وإصابة أكثر من 50 مدني في وسط المدينة. |
| مذبحة ميليتيتشي                                  | 24 أبريل 1993             | تراونيك                                                                 | 5 | جيش جمهورية البوسنة والهرسك يقتل 5 من الكروات.[بحاجة لمصدر] |
| مذبحة فرانيكا                                    | 10 مايو 1993              | فرانيكا                                                                 | 13 | قتلت قوات مجلس الدفاع الكرواتي 13 أسير حرب بوسني. |
| مجزرة بيكوشي                                     | 8 June 1993               | بيكوشي, قرب تراونيك                                                     | 31 | قوات مجاهدو البوسنة تقتل 31 كرواتي. |
| مذبحة تشوكلي                                     | 8 يونيو 1993              | تشوكلي, قرب تراونيك                                                     | 19 | جيش جمهورية البوسنة والهرسيك يقتل 19 كرواتي. |
| مذبحة فيتيز (1993)                               | 10 يونيو 1993             | فيتيز                                                                   | 8 | أسفر قصف جيش جمهورية البوسنة والهرسك على ملعب في فيتيز عن مقتل ثمانية أطفال كرواتيين. |
| مذبحة موكرونوغ                                   | 10 أغسطس 1993             | موكرونوغ, قرب توميسلافغراد                                              | 9 | الكروات البوسنيون يقتلون 9 بوسنيين في موكرونوغ. |
| مذبحة غرابوفيكا                                  | 8 و9 سبتمبر 1993          | غرابوفيكا                                                               | 13–33 | وجدت المحكمة الابتدائية للمحكمة الجنائية الدولية ليوغوسلافيا السابقة أنه ثبت بما لا يدع مجال للشك أن ما لا يقل عن 13 كرواتي قتلوا على أيدي قوات جيش جمهورية البوسنة والهرسك. وتشير مصادر أخرى إلى عدد القتلى 33. |
| عملية نيريتفا 93                                 | 14 سبتمبر 1993            | أوزدول                                                                  | 60 | جيش جمهورية البوسنة والهرسك قتل 60 كرواتي. |
| مذبحة بوباشي                                     | 18 سبتمبر 1993            | بوباشي, قرب فيتيز                                                       | 15 | مجاهدو البوسنة يقتلون 15 كرواتي. |
| مذبحة ستوبني دو                                  | 23 أكتوبر 1993            | ستوبني دو                                                               | 37 | مجلس الدفاع الكرواتي يقتل 37 مدنيا من البوشناق. |
| مذبحة كريجانتشيفو سيلو                           | 22 ديسمبر 1993            | فيتيز                                                                   | 74 | جيش جمهورية البوسنة والهرسك يقتل 74 كرواتي |
| مذبحة بوهين كوي                                  | 9 يناير 1994              | قرب فيتيز                                                               | 26 | جيش جمهورية البوسنة والهرسك يقتل 26 كرواتي |
| مذبحة فيتيز (1994)                               | 27 يناير 1994             | فيتيز                                                                   | 27 | مجلس الدفاع الكرواتي يقتل 27 من البوشناق |
| مذبحة توزلة                                      | 25 مايو 1995              | توزلا                                                                   | 71 | قصف جيش جمهورية صرب البوسنة حي كابيا ما أدى إلى مقتل 71 مدني وإصابة 240 مدني. |
| مذبحة سربرنيتسا                                  | 11–22 يوليو 1995          | سربرنيتسا                                                               | 8,373 | القائمة الأولية للأشخاص المفقودين أو الذين قتلوا في سريبرينيتشا التي أعدتها اللجنة الفيدرالية البوسنية للمفقودين تحتوي على 8373 اسما. في حين أن الغالبية العظمى منهم من الرجال وكان حوالي 500 منهم دون سن 18, ومن بين الضحايا عشرات من النساء والفتيات. اعتبارا من يوليو 2011 تم التعرف على 6598 ضحية من خلال تحليل الحمض النووي لأجزاء الجسم المستردة من المقابر الجماعية ودفن 5138 ضحية في مركز بوتوتشاري التذكاري. |
| عملية العاصفة                                    | 7 أغسطس 1995              | بوسانسكي بتروفاتس                                                       | 9 | المقاتلات الكرواتية تقصف رتل لاجئين صربيين فروا من كرايينا. |
| عملية ميسترال 2                                  | 13 سبتمبر 1995            | برافنيتشي                                                               | 32 | بعد الاستيلاء على مدينة يايتسي قتل الجنود الكروات 32 لاجئا صربيا بما في ذلك النساء والأطفال. |
| مذبحة أوبورسي                                    | 13 سبتمبر 1995            | أوبورسي, قرب دوني فاكوف                                                 | 28 | مجزرة قوات جيش جمهورية صرب البوسنة 24 من البوسنيين واختطاف 4 من الكروات من مركونييتش غراد. |
| عملية التحرك الجنوبي                             | أكتوبر 1995               | مركونييتش غراد                                                          | 181 | بعد الاستيلاء على المدينة ارتكب الكروات والبوشناق عدد من الجرائم ضد السكان الصرب. |